# 西蒙·希斯科克斯
西蒙·希斯科克斯（英語：Simon Hiscocks，1973年5月21日—），英国男子帆船运动员。他曾代表英国参加2000年和2004年夏季奥林匹克运动会帆船比赛，获得一枚银牌和一枚铜牌。